# Prasinocyma corolla
Prasinocyma corolla là một loài bướm đêm trong họ Geometridae.